# Ры Никонова
Ры Ни́конова (настоящее имя Анна Александровна Таршис; 25 июня 1942, Ейск — 10 марта 2014, Киль) — российская поэтесса и художница авангардного направления. Занималась текстовой и визуальной поэзией, мэйл-артом.

## Биография
Окончила Музыкальное училище в Свердловске по классу фортепиано у Исаака Зетеля (ученика Генриха Нейгауза).
В 1956 году начала занятия литературой, в 1962 году — живописью.
С 1965 года участник и организатор независимых выставок авангарда и в СССР, и за рубежом. Публиковалась в специализированных изданиях по современному искусству в Германии, Италии, Австрии, с 1991 года — в российской периодике. Организатор и автор (совместно с мужем Сергеем Сигеем) самиздатовских журналов «Транспонанс» (1979—1986) и «Дабл» (1991).
С 1998 года жила в Германии, в городе Киль.
Ры Никонова — автор огромного количества неопубликованных стихов, прозы, пьес, трактатов и статей (отдельно издана только ранняя повесть «Студент Иисус»), публикаций в журналах «Крещатик», «Черновик», «Urbi», «Новое литературное обозрение», «Стрелец» и др. Переводы некоторых стихотворений на английский язык вошли в антологию современной русской поэзии в английском переводе «Ночь в Набоков-отеле» (Дублин, 2006).
Лауреат Премии Андрея Белого (совместно с С. Сигеем) за 1998 год в номинации «За особые заслуги».
Скончалась 10 марта 2014 года.

## Награды и премии
- Международная отметина имени отца русского футуризма Давида Бурлюка[7][8].
- Орден «С Благодарностью от Человечества!» петербургской междисциплинарной премии «Georgievich Award. Heaven 49» (2020).

## Цитаты
- «В пьесах, которые только отчасти можно назвать абсурдистскими, Ры Никонова расширяет театр, делает его „тотальным“, всеохватным, синтезируя на практике идеи Жене, Арто, Беккета, Мрожека, обэриутов, дадаистов и многих др. В этом театре важно все. Пространство сцены проглатывает и сцену, и зрителя, и зрительный зал и даже само здание театра, смешивая все между собой»,[7] — Денис Безносов, 2011.

## Семья
- Сигов, Сергей Всеволодович (Сергей Сигей) (1947—2014) — муж; поэт, филолог.
- Таршис, Михаил Александрович (1953) — брат; художник, кинорежиссёр, фотограф, сценарист.
- Таршис, Надежда Александровна — сестра; театральный критик, профессор СПбГАТИ.